# Come Close
Come Close – utwór muzyczny autorstwa rapera o pseudonimie Common i piosenkarki R&B Mary Jane Blige z albumu Electric Circus. Produkcją zajęli się producenci Pharell Williams oraz Chad Hugo, zwani również jako The Neptunes. W produkcji pomagał również Lonnie Rashid Lynn.

## Teledysk
W teledysku do piosenki Common spotyka się ze swoją dziewczyną, która jest głucha. Rapując kolejne linijki tekstu komunikuje się z nią pokazując jej znaki i symbole na dużych kartkach papieru. Pod koniec teledysku raper oświadcza się prezentując kartkę z symbolem pierścionka zaręczynowego.
Teledysk został nominowany w MTV Video Music Awards 2003 dla nagrody MTV2 Award, lecz ostatecznie przegrał z Girl’s Not Grey zespołu AFI.
Reżyserem zdjęć do teledysku była Sanaa Hamri.

## Remiksy
Powstał remiks tego utworu ze zmienioną nazwą, Come Closer, w którym gościnnie występuje Pharrell, Erykah Badu i Q-Tip. Jego produkcją zajął się Jay Dee.
Ta wersja utworu korzysta z sampla z piosenki zespołu Ramp pt. "Daylight", który po raz pierwszy został użyty przez A Tribe Called Quest dla "Bonita Applebum". Pod wieloma względami przypomina on remiks De La Soul utworu "Buddy", w którym wystąpiło wiele artystów z grupy Native Tongues Posse.